# Seco (comida)
El seco es un guiso típico de la gastronomía de Ecuador y la gastronomía de Perú. Puede elaborarse con cualquier tipo de carne. Según una etimología popular ecuatoriana, el nombre de seco proviene de la Península de Santa Elena en Ecuador, en donde a principio de siglo XX un campamento inglés hacía trabajos petroleros en Ancón, al referirse al segundo plato de la comida, en inglés second, los ecuatorianos repetían deformando la palabra hasta llegar a la actual «seco». Esta creencia, a pesar de estar ampliamente difundida, es un mito, ya que se encuentran registros de este plato desde 1820, casi un siglo antes de la presencia inglesa en la Península de Santa Elena. En aquella época abundaban los venados y los chivos criollos (de hecho, el seco de chivo es originario de la provincia del Guayas). Según el Diccionario de Peruanismos de la Universidad Alas Peruanas, el seco es un «guiso de carne de vaca, cabrito u otro animal, macerada en vinagre, que se sirve acompañado de arroz y una salsa de ají, huacatay y culantro». Así, su característica principal es marinar y guisar la carne elegida con algún tipo de salsa ácida, como puede ser la chicha, la cerveza, la naranjilla o el vinagre.

## Orígenes
No se conoce con exactitud el lugar donde se creó por primera vez. Según la investigadora culinaria Gloria Hinostroza, el origen de este guiso se encuentra en el seco tajime, plato árabe elaborado a base de cordero. Su hermano, el periodista y gastrónomo Rodolfo Hinostroza, coincide en que el origen estaría en el tayín árabe llevado por las esclavas del norte de África que viajaban a la costa pacífica de América del Sur durante los primeros años del Virreinato.
Existen referencias que señalan que podría tratarse de un guiso conocido en Perú y Ecuador ya por el siglo XIX. En su visita a Perú, el antropólogo alemán Ernst W. Middendorf afirmó que:

Se llaman secos a los platos en los que se rehoga en un escaso caldo espeso y picante, carne de gallina o de cabrito junto con papas amarillas. Hay muchos guisos que se preparan de manera parecida […] Algunas monjas son muy expertas en su preparación […] Todos estos guisos tienen que ser rehogados o guisados a fuego lento, a fin de ser penetrados completamente por las especias, que saben mucho mejor de lo que aparentan […] Realmente, el aspecto exterior suele ser a veces inaparente, pero ésta es una falta que podría corregirse fácilmente, si se intentase.
Ernst Middendorf

Una receta del seco de cabrito, plato típico de la gastronomía de la costa norte del Perú, ya aparece en el Nuevo Manual de Cocina Peruana de 1926. En el libro de 1930 Crónicas del Guayaquil antiguo, Modesto Chávez Franco recoge que el seco de gallina ya se preparaba en Ecuador desde inicios del siglo XIX.

### Origen del nombre
No existe consenso sobre el origen del nombre de este plato. Popularmente se piensa que al cocinar el guiso debe evaporarse el agua hasta conseguir un grado de sequedad, de ahí que debe quedar «seco», aunque en realidad todas las variantes de seco suelen ser bastante jugosas, y que el nombre seco es una forma irónica de llamar a un plato caldoso.
Una de las creencias más difundidas es que el nombre de seco proviene de la Península de Santa Elena, en donde a principio de siglo XX se hacían trabajos petroleros en la localidad ecuatoriana de Ancón. En aquella época abundaban los venados y los chivos criollos (de hecho el seco de chivo es originario de la provincia del Guayas) y con ellos se preparaba un guiso muy sencillo que se acompañaba de arroz colorado, como en Ecuador es costumbre servir el almuerzo con una sopa de entrada y plato de fondo que se denomina «segundo» al cual los operarios ingleses decían second, lo que, por derivación, llevó a «seco».
Sin embargo, esto es un mito, ya que, Según Modesto Chávez Franco en sus Crónicas de Guayaquil, se encuentran registros de este plato desde 1820, casi un siglo antes de la presencia inglesa en la Península de Santa Elena.

## Variedades
Las diferentes formas de cocinar seco depende de la carne principal que se le añada.

### En Ecuador
En general el seco en la sierra de Ecuador es acompañado de arroz blanco o de arroz cocido con achiote, plátanos maduros fritos, papas y aguacate, mientras que en la costa (por ejemplo, el seco manabita) se acompaña de yucas cocidas o fritas y una ensalada. De acuerdo a la carne principal que se añade tenemos:

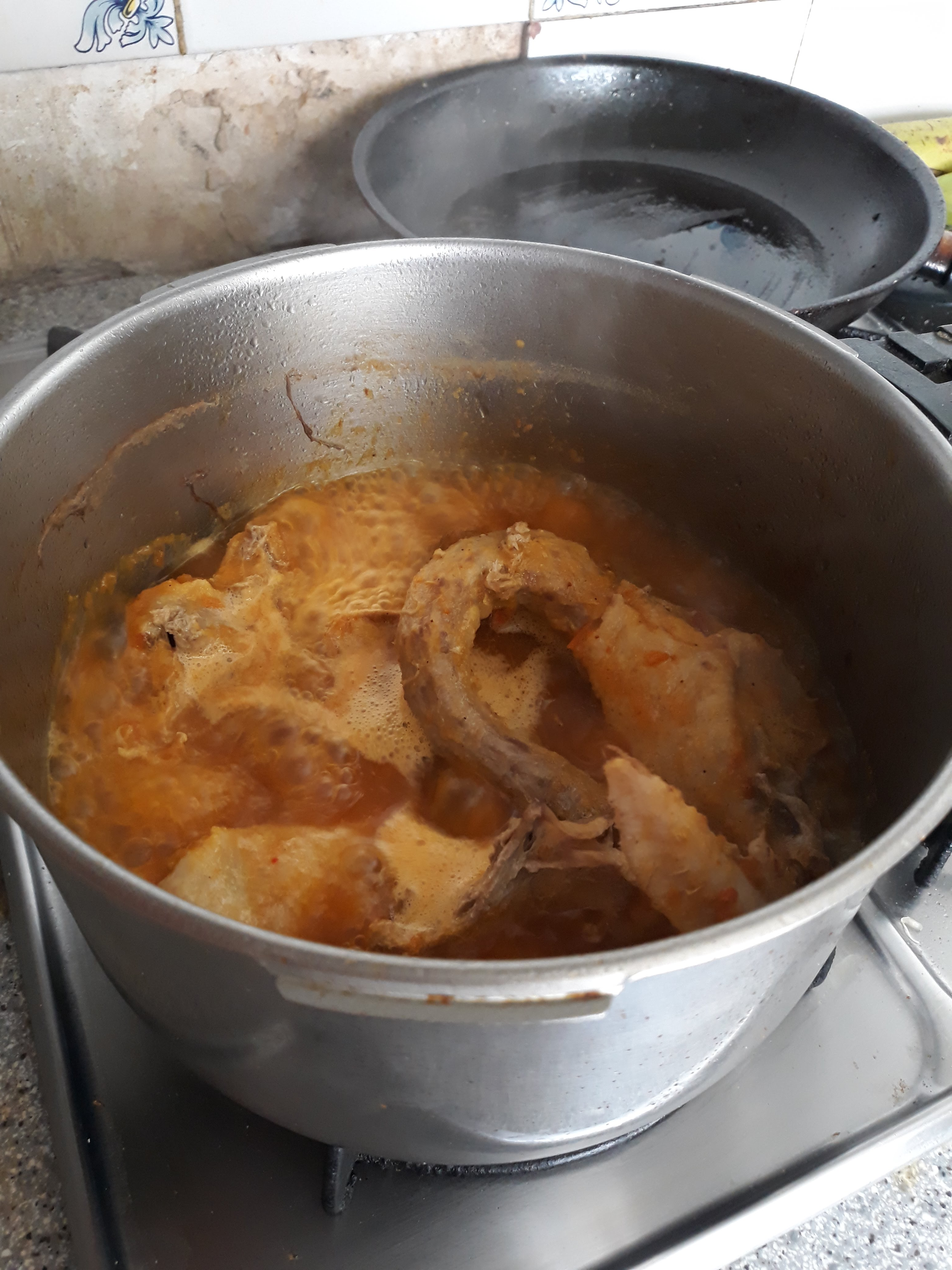
Seco de pollo cocinándose
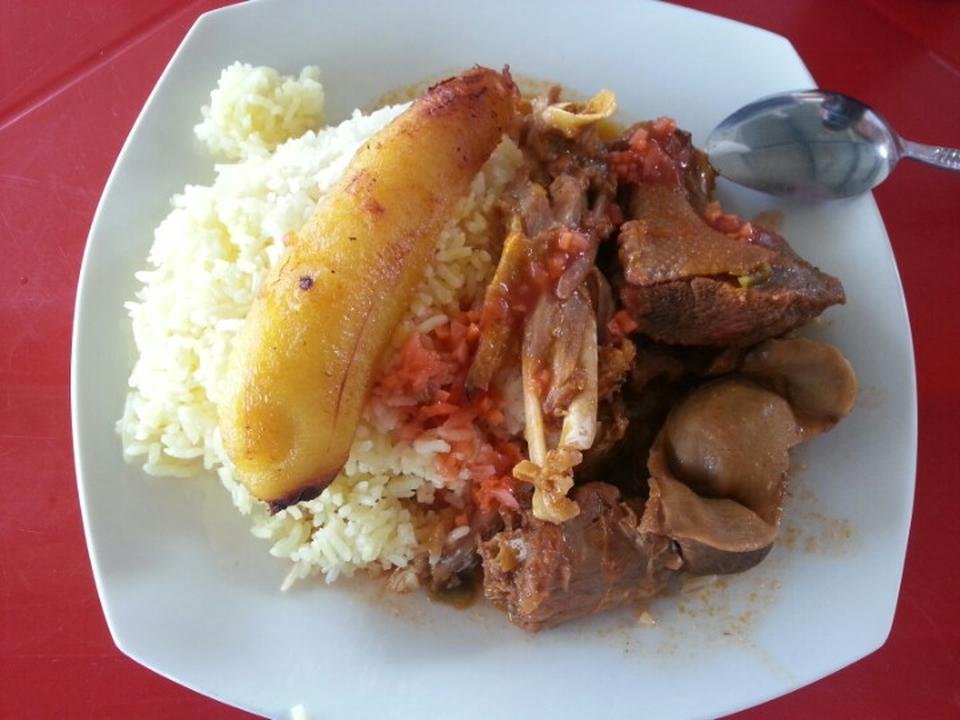
Seco de chivo con arroz blanco y plátano
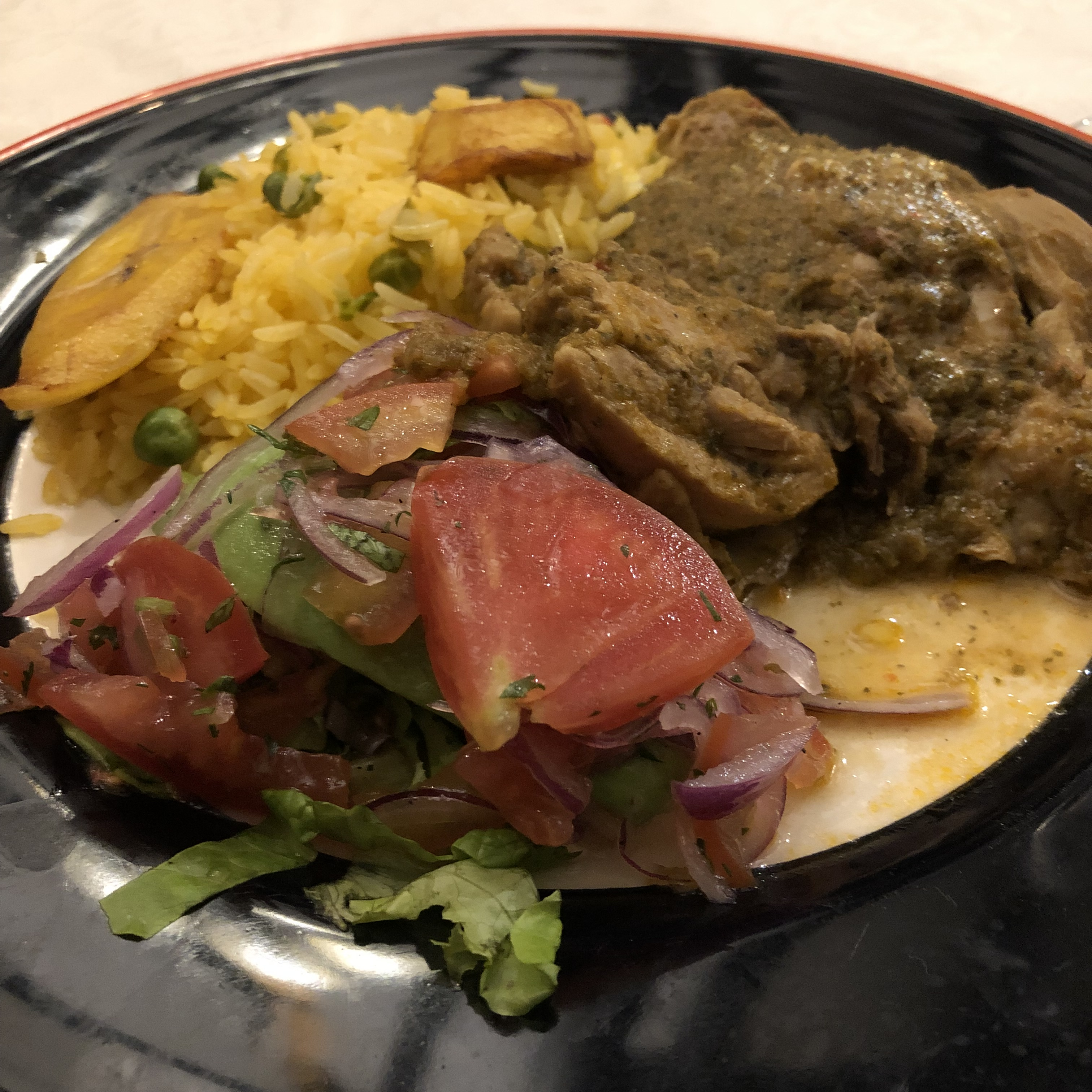
Seco de guanta con arroz colorado, ensalada y patacones

- Seco de pollo: Como su propio nombre indica, el principal ingrediente es la carne de pollo (en forma de cuartos), aunque también se puede utilizar gallina,[11] que es asada en una olla junto con tomate, cebolla, pimiento, y especias como hierbabuena o cilantro y el jugo de la naranjilla. Se considera un plato único y festivo que se sirve caliente. El seco de pollo se elabora en dos etapas, la primera es la elaboración de la carne, la que se sofríe en una olla hasta llegar a dorarla. El pollo puede ser sofrito con o sin marinaje que se hace en jugo de limón. En la segunda fase (que podíamos decir «húmeda») el pollo dorado se cuece en un líquido formado por el licuado de los demás ingredientes. El sabor agrio se consigue añadiendo cerveza o jugo de naranjilla licuada separadamente, que se debe añadir en las fases finales de la cocción. Entre la población de ecuatorianos en el exterior, la naranjilla puede ser difícil de conseguir, lo que ha originado variantes mediante frutas ácidas sustitutas, como el tamarindo[15] o el kiwi.
- Seco de chivo:[8][16] Es un plato consumido en las provincias de Loja, Santa Elena, El Oro y Guayas. Es un guiso a base de especias y vegetales cocido a fue lento por varias horas.[1] Se marina la carne con chicha de jora, aunque preferentemente se utiliza cerveza para suavizar el fuerte sabor de la carne.[1] En algunos casos se reemplaza la carne de chivo por carne de borrego, aunque se sigue llamando al plato de la misma forma.
- Seco de guanta: Es un plato típico de la Amazonia ecuatoriana.[17] Se pone la carne de guanta en pedazos en un recipiente hondo mezclado con el ajo machacado y cerveza. Aparte, se hace un refrito en el aceite, con todos los ingredientes picados (cebolla, pimiento, cilantro, maní, etc.) y los aliños. Se ponen a licuar tomates de riñón junto a la cebolla paiteña. Después, se incorpora la carne con el líquido de la cerveza, se deja que se mezcle todo bien y se cuece a fuego lento hasta que esté suave. Este plato se suele servir acompañado de arroz y patacones de plátano frito y yuca.[18]
- Otros secos: Otros secos que se suelen preparar en Ecuador son el seco de pato, seco de cabrito o de cordero, seco de gallina, seco de carne, seco de borrego, seco de pescado y seco de chancho. En el oriente ecuatoriano se prepara seco de armadillo o tumulle, seco de guanta, seco de guatusa y seco de tapir o danta; sin embargo, estos animales están clasificados como especies en peligro de extinción, según la Lista Roja de los mamíferos del Ecuador.[19][20][21][22][23][24][25][26][27][28]

### En Perú
El seco peruano es un plato típico de la costa norte y de la capital del país. Suele ser de pollo, de carne, de cabrito, de cordero, de res, de gallina o de pescado, su ingrediente principal, y el que le da su sabor característico, es el culantro. Por lo general se suele acompañar de frejoles cocidos y arroz blanco. A menudo se suele confundir con el arroz con pollo  porque tiene los mismos ingredientes, y sabor muy parecido ya que sería como un arroz que se hirvio en el guiso.

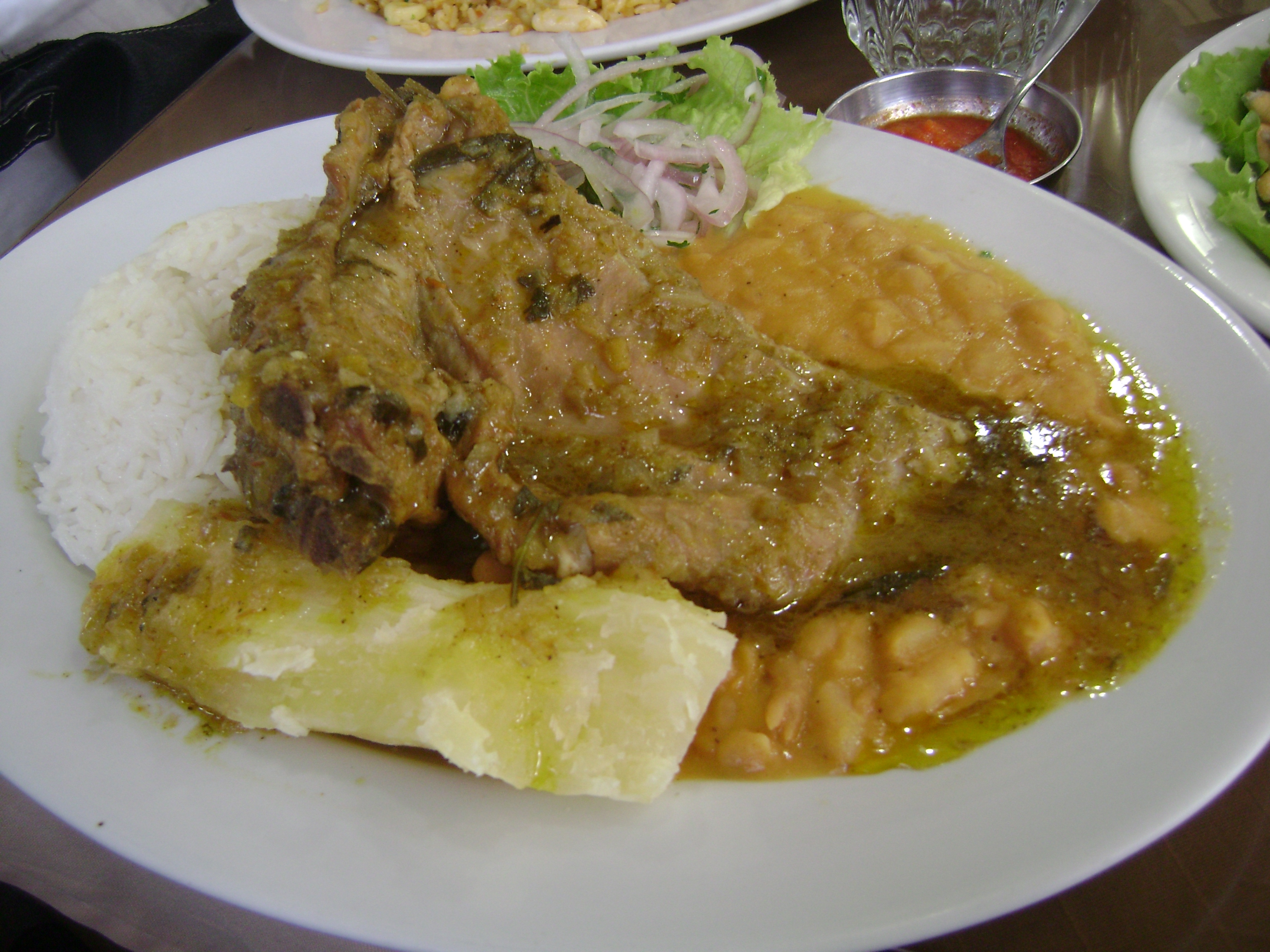
Seco de cabrito acompañado de yucas cocidas, arroz blanco, frejoles y salsa criolla
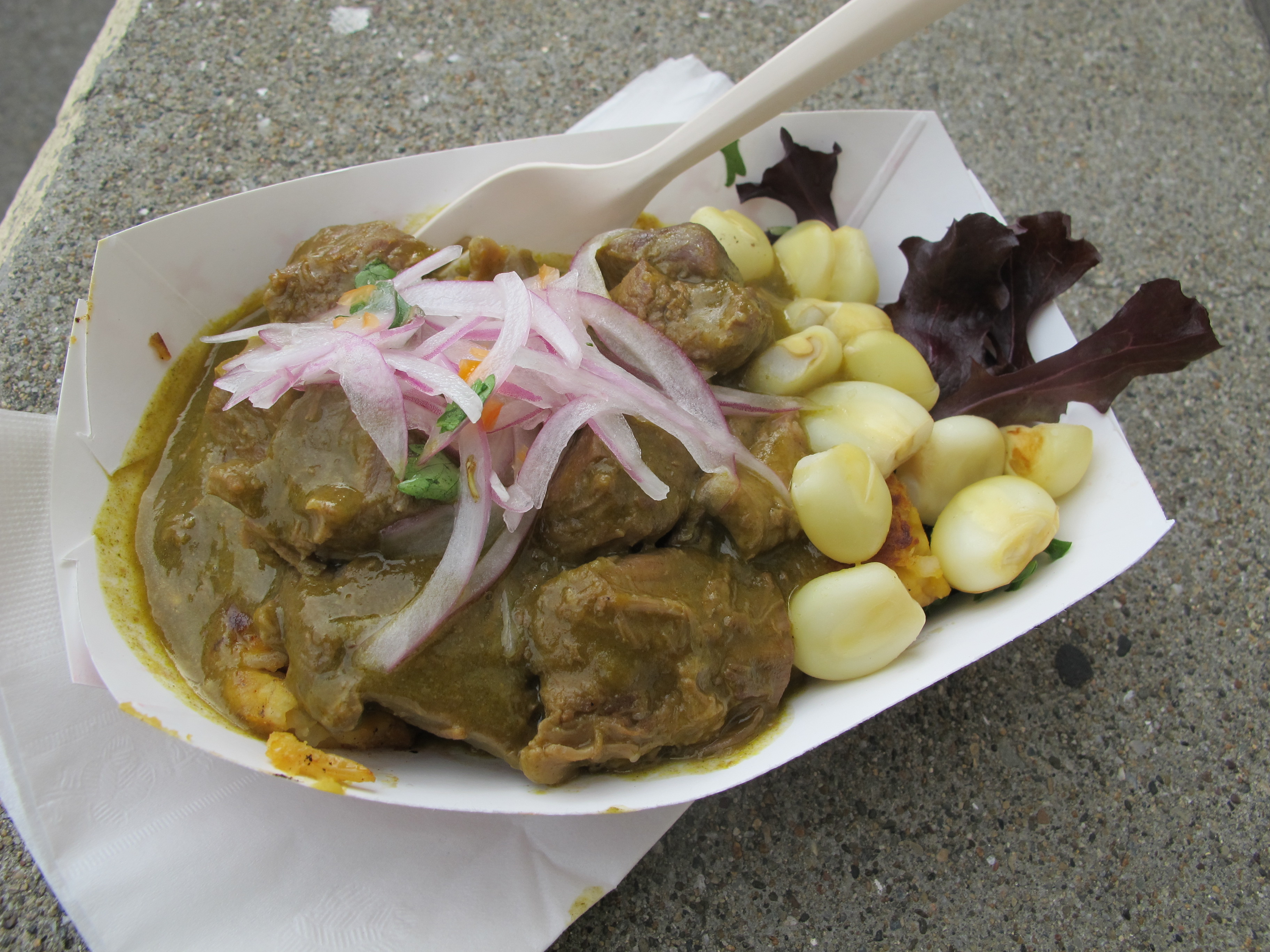
Seco de cordero con mote
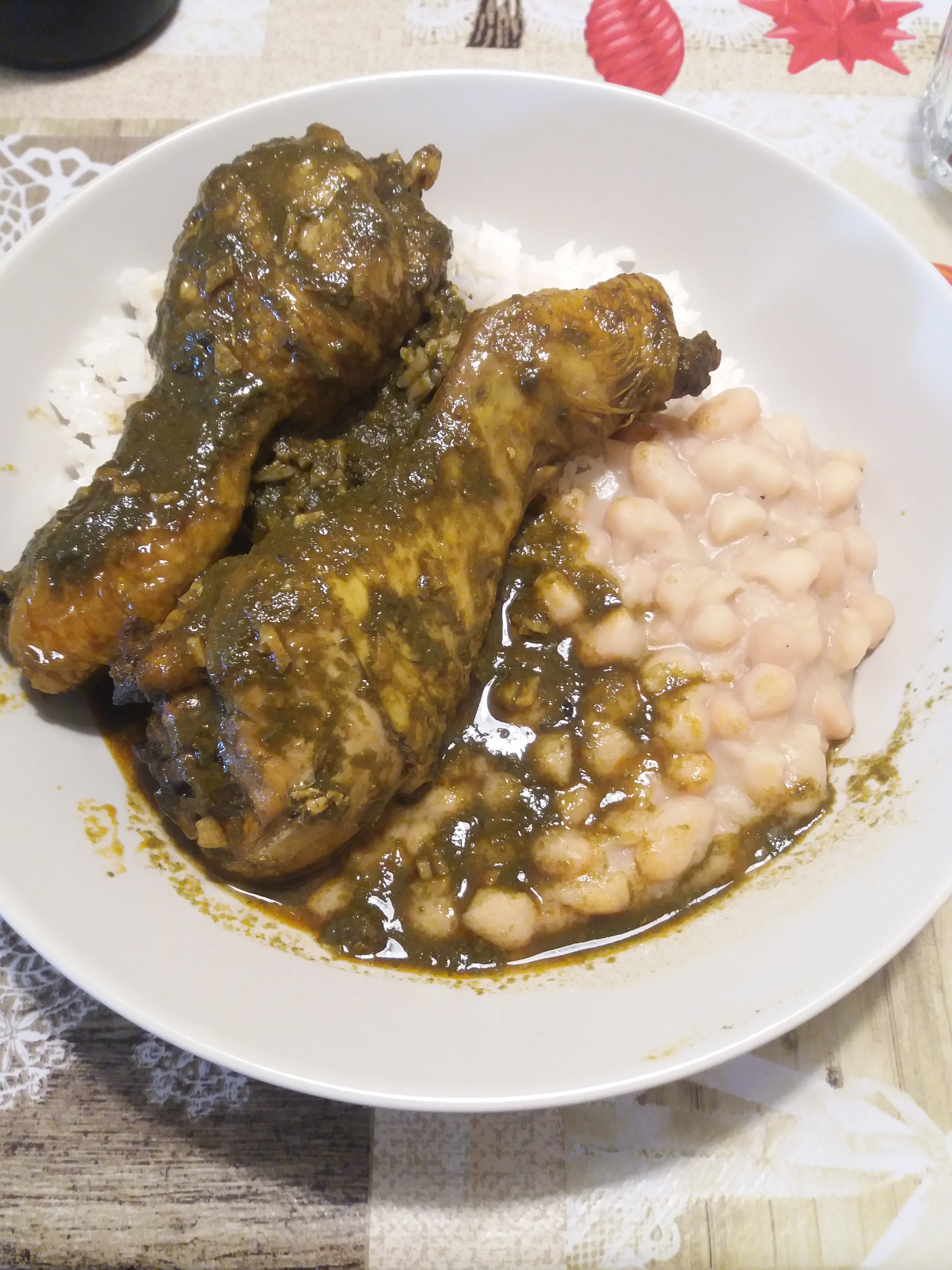
Seco de pollo con arroz y frejoles
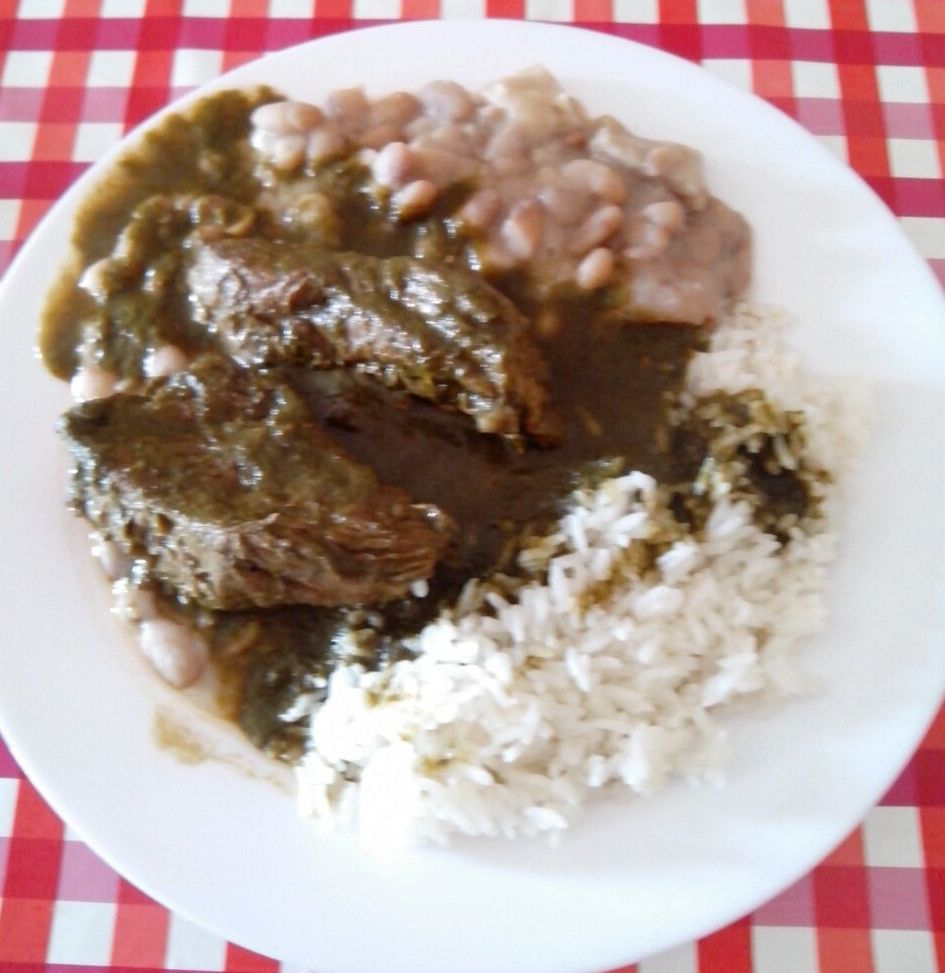
Seco de carne con arroz blanco y frejoles
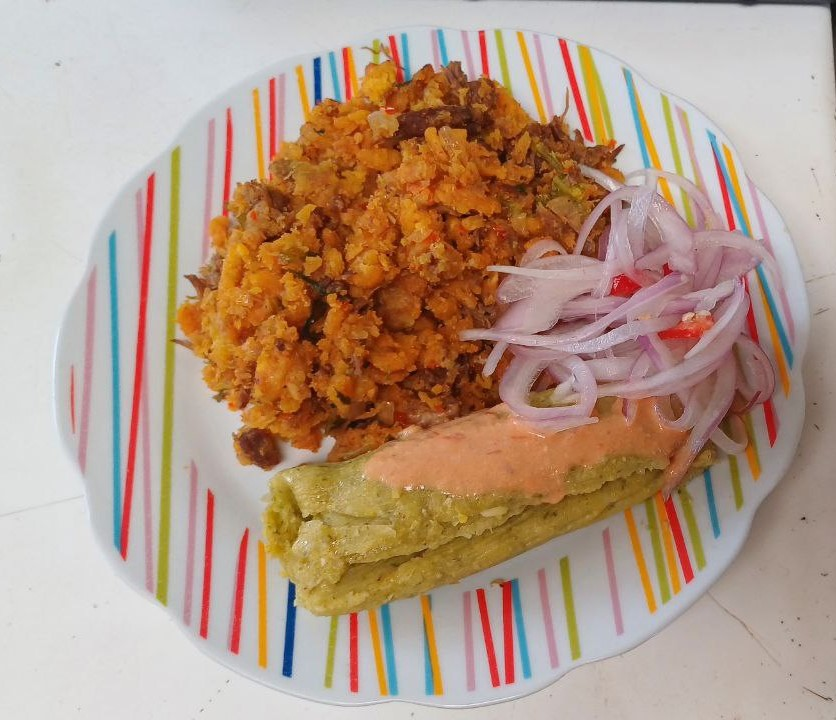
Seco de chabelo servido en Yapatera

- Seco de cabrito: Llamado también cabrito a la norteña,[32] es típico de la gastronomía de la costa norte peruana,[31][33][34] desde el departamento de La Libertad hasta la frontera con Ecuador.[35][36] Se elabora con cabrito de leche macerado en chicha de jora y guisado con culantro, ají amarillo y zapallo loche.[4][7][37] Se sirve acompañado de yucas cocidas, salsa criolla, arroz blanco y frejoles.[33] En Piura es costumbre servirlo junto a un tamal.[32] Una variante que se consume remplazando al cabrito es el seco de cordero.[12][38]
- Seco de chabelo[39] o seco de chavelo con cecina:[40] Es un plato típico de la región de Piura,[41] que algunas veces es servido a modo de piqueo. Se compone de plátano verde cocido en agua o asado a las brasas que luego se maja en mortero y se combina con carne de res asada o seca (cecina), aderezándose con ají, tomate, cebolla y, como todos los secos, con un ingrediente ácido, en este caso chicha de jora.[42]
- Otros secos: En el Perú se suelen cocinar secos de distintas carnes, entre los más destacados tenemos el seco de pollo, el seco de carne o seco de lomo,[4] el seco de pato, el seco de chancho, el seco de pescado y el seco de camarones.[43]